# Alberich

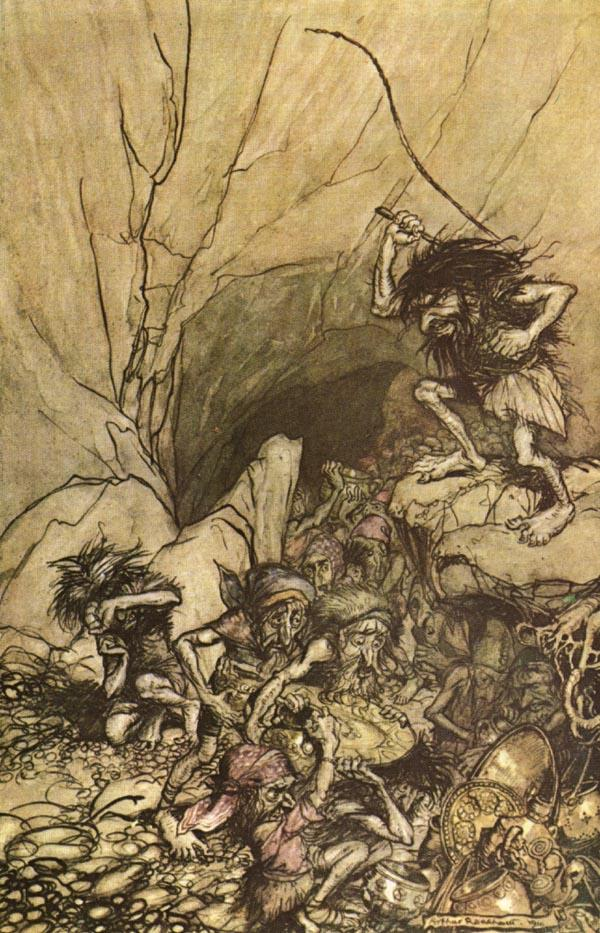
Alberich, por Arthur Rackham.

Alberich é uma personagem mitológica pertencente às sagas épicas francas, criadas durante a dinastia merovíngia, entre os séculos V e VIII. Seu nome significa rei dos elfos (elbe "elfos" reix "rei"). Era também tido como rei dos anões.
No Nibelungenlied, um poema épico em alto alemão escrito durante o século XIII, Alberich é um anão e um poderoso mago, guardião do tesouro dos nibelungos, mas é vencido por Sigurd. Possuía um castelo subterrâneo, entre rochas, rodeado por pedras e metais preciosos. Possuía uma espada chamada Balmung e uma capa que o tornava invisível, a Tarnkappe, chamada de cape folette em francês antigo. Segunto este poema, Freyja recebeu de Alberich o colar Brisingamen junto com Draupnir, o anel de Odin e a espada mágica Tyrfing.
Na ópera O anel do nibelungo, de Richard Wagner, Alberich é um anão e líder dos nibelungos, guardião do "tesouro do Reno". Wagner criou sua personagem fazendo um amálgama do Alberich descrito no Nibelungenlied com a personagem Andvari, da mitologia nórdica.

## Personagens derivados
Alguns estudiosos indicam algumas outras personagens de literaturas tardias que se basearam no conceito de rei dos elfos e anões criado com a lenda de Alberich:
- Oberon - é a tradução francesa de Alberich, geralmente tido como rei das fadas na literatura fantástica francesa e inglesa.
- Elegast - elfo convidado, um espírito elfo, recorrente nas literaturas neerlandesa, alemã e escandinava.
- Biblioteca invisível - Na série literária de Genevieve Cogman, Alberich é o nome do principal vilão da saga. Ele era um bibliotecário que traiu a organização e se aliou as forças do caos.